# MYCBP
MYCBP (англ. MYC binding protein) – білок, який кодується однойменним геном, розташованим у людей на короткому плечі 1-ї хромосоми. Довжина поліпептидного ланцюга білка становить 103 амінокислот, а молекулярна маса — 11 967.
| 10         |  | 20         |  | 30         |  | 40         |  | 50         |
| ---------- |  | ---------- |  | ---------- |  | ---------- |  | ---------- |
| MAHYKAADSK |  | REQFRRYLEK |  | SGVLDTLTKV |  | LVALYEEPEK |  | PNSALDFLKH |
| HLGAATPENP |  | EIELLRLELA |  | EMKEKYEAIV |  | EENKKLKAKL |  | AQYEPPQEEK |
| RAE        |  |            |  |            |  |            |  |            |

A: Аланін

D: Аспарагінова кислота

E: Глутамінова кислота

F: Фенілаланін

G: Гліцин

H: Гістидин

I: Ізолейцин

K: Лізин

L: Лейцин

M: Метіонін

N: Аспарагін

P: Пролін

Q: Глутамін

R: Аргінін

S: Серин

T: Треонін

V: Валін

Задіяний у таких біологічних процесах як транскрипція, регуляція транскрипції. 
Локалізований у цитоплазмі, ядрі, мітохондрії.